# Даглиш, Бен
Бен Даглиш (англ. Ben Daglish, 31 июля 1966 — 1 октября 2018) — британский композитор, написавший музыку ко множеству компьютерных игр.
Творчество Бена в основном нашло своё отражение на платформах домашних компьютеров Commodore 64, ZX Spectrum и Amstrad CPC, на которых игры с его мелодиями выходили в 1985—1994 годы. В 1985 году с программистом Энтони Кроутером основал компанию по разработке и продаже музыки для компьютерных игр, но через некоторое время перешёл в компанию Gremlin, где работал до 1989 года. В дальнейшем выступал фрилансером до 1994 года. Так как к этому времени, по его мнению, игровая индустрия превратилась в «машину по зарабатыванию денег», Бен покидает её и начинает заниматься продюсированием саундтреков и музыкального направления, работает с группами Loscoe State Opera и Cold Flame и с различными актёрами и музыкантами.
Бен Даглиш известен своими композициями таких игр, как Gauntlet, Cobra, Trap, Deflektor и The Last Ninja. Мелодии композитора оказывают влияние на творчество современных музыкантов, исполняются на современных концертах и выпускаются в музыкальных сборниках.

## Биография
Бен Даглиш родился 31 июля 1966 года в Лондоне, район Чизик. Когда ему был год, его семья переехала в Шеффилд. В школе этого города он научился играть на нескольких музыкальных инструментах, а в оркестрах школы Шеффилда выступал в качестве главного барабанщика. Посещения уроков музыки в школе он называл скучным и говорил, что ему удалось выжить на них изучением ударных и гобоя. По словам Бена, он мог продолжить свою музыкальную карьеру, если бы его не отговорили получить «более правильное» образование. Бен сдал на отлично экзамены по математическим предметам и поступил в университет. Но после года образования Бен решил, что это не его стезя, вернулся в Шеффилд и начал писать музыку для компьютерных игр.
В течение нескольких лет до 1989 года Бен работал фрилансером и композитором компании Gremlin. К этому времени он встретил свою будущую супругу Сару, которая работала директором театра, и они вместе начали писать музыку для пьес. Бен жил в Дербишире, где участвовал в выступлениях многих музыкальных групп. В 1990-х он разочаровался в том, что в игровой индустрии начали доминировать «люди в пиджаках» (а он к таким себя не относил) и перешёл в группы Loscoe State Opera и Cold Flame. По сообщению Бена, со временем музыка для игр становилась более коммерческой, и это ухудшало её качество. По другому объяснению этой ситуации, Бен перестал писать музыку для компьютерных игр тогда, когда индустрия превратилась «в машину по зарабатыванию денег». Впоследствии Бен участвовал в концертах, посвящённых музыке компьютерных игр 1980-х. С начала 1990-х его активность переключилась на продюсирование саундтреков и музыкального направления, а также включала в себя работу с актёрами и музыкантами.
В 2015 году у композитора диагностировали рак лёгкого, от которого он скончался 1 октября 2018 года.

## Творчество и карьера
Отец Бена интересовался компьютерами и преподавал в университете. В первый раз Бен познакомился с компьютером на его работе, где играл на терминале DEC20 в игру Moon Lander. Взаимодействие с игрой происходило через телетайп, где программа печатала на бумаге информацию о том, на каком расстоянии до поверхности находится модуль, осуществляющий посадку на Луну, с какой скоростью двигается и тому подобное. Далее нужно было вводить с клавиатуры параметры прожига двигателя и таким образом осуществить успешную посадку. На конкурсе сочинений Бен выиграл в школе BBC Micro и в возрасте 14-15 лет познакомился с программистом Энтони Кроутером, с которым они учились вместе, и это заложило основу их сотрудничества на десятки лет. Когда Энтони понадобилась музыка для компьютерной игры Percy The Potty Pigeon, Бен написал музыку по нотам траурного марша, и таким образом началась его карьера. В 1985 году Бен и Энтони основали компанию W.E.M.U.S.I.C. с целью зарабатывания на продаже музыки к компьютерным играм. Композиции задумывал Бен, вводил информацию по ним в текстовый редактор, а Тони для воспроизведения писал программное обеспечение.
На творчество Бена повлияли родители, которые были музыкантами. Когда он был маленьким, родители проводили мероприятия в клубе традиционной музыки. На них Бен встречался с приглашаемыми знаменитостями. Когда ему было 3 или 4 года, родители научили его играть на флейте вистл и губной гармонике, первая стала первым его инструментом. Будучи подростком, будущий композитор играл в оркестре и слушал много хеви-метала, а также электронной музыки. Впоследствии всё это слилось вместе и сам Бен не считал, что он работает в каком-то одном жанре. Но при этом сообщал, что его естественное состояние — это оркестровая народная музыка.
Создавая музыку для компьютерных игр, Бен консультировался с программистами и объяснял, что им нужно писать. Во время написания программных композиций бо́льшую часть времени ему приходилось тратить на аранжировку, например, для того, чтобы положить нужную ноту гитары на программный саундтрек, и у Бена уходило много времени на то, чтобы добиться совершенства. Создание композиции начиналась с «работы на клавишах», когда подбирались ноты, басы, мотив для воплощения задуманного настроения и стиля. Иногда к этому подключался барабан для задания нужного ритма. В этом процессе происходило написание в формате SID на Commodore 64 и Atari ST, и далее результат переводился на другие платформы (например, на Amiga). При этом Бен использовал свои программы (написанные на ассемблере), когда после записи нот один и тот же звук можно было воспроизвести на разных компьютерах. На Atari ST размещалась основная программа-контроллер, написанная на Паскале. Ряд домашних компьютеров (Amstrad CPC, BBC Micro, Atari и Spectrum 128) используют микросхему AY для создания звуков, и это позволяло быстро переносить мелодию с одной платформы на другую. Тем не менее после портирования из-за ограничений компьютера или того, что получаемый звук по-другому воспроизводился из микросхемы компьютера, проводилась дополнительная работа по адаптации.
Среди любимых SID-композиций не его авторства Бен всегда называл музыку в игре 1985 года Master of Magic, а её композитора Роба Хаббарда — одним из самых уважаемых. В этом же качестве Бен упоминал работы Роба Хаббарда в играх Monty on the Run и Crazy Comets, и музыку Мартина Голуэя в игре 1985 года Rambo. Первым полноценным саундтреком, написанным Беном (включая программирование на Commodore 64), стала музыка к игре Trap. Особенностью её исполнения стало то, что музыка была синхронизирована с видеорядом, рассказывающим грустную историю, а анимационной гладиатор играл на барабане в такт. В своих интервью Бен Даглиш говорил, что саундтрек Deflektor является его любимым в современной аранжировке. В качестве одной из значимых для него мелодий упоминает написанную им музыку к игре Federation of Free Traders. Последней композицией Бена для компьютерных игр стала музыка к приключенческой игре 1994 года Touche компании U.S. Gold.

## Влияние
Мелодии игр Deflektor и The Last Ninja оказывают влияние на творчество современных композиторов компьютерных игр, а сам Бен Даглиш рассматривается как одна из культовых фигур. Известность композитор получил в основном за счёт композиций таких игр, как Gauntlet, Cobra, Trap, Deflektor и The Last Ninja . Музыка Deflektor исполняется на ретро-концертах, например, Back In Time (регулярно проходят с 2001 года) и Retrovision.
Мелодии Бена Даглиша выпускаются в современных музыкальных сборниках. В 2004 году музыка Deflektor стала одной из 18 композиций диска C64 Remixes, где записана в исполнении композитора Рейна Оуаханда (англ. Reyn Ouwehand). Она же была выпущена на диске Nexus 6581 того же композитора. Существуют ремиксы на музыку Deflektor в современной аранжировке. В 2000 году ремикс был выпущен композитором Чаком Доджерсом (англ. Chuck Dodgers), а в 2011 году немецкая рок-группа Zero Divison в альбоме Through The Night выпустила песню «Cover your light», мелодия которой представляет собой ремикс мелодии Deflektor. На песню был также снят видеоклип.

## Личная жизнь
- Супруга Сара, трое детей[9], один из которых сын Джейк[3].